# رضاآباد (اسلام‌آباد غرب)
رضاآباد (اسلام‌آبادغرب)، روستایی از توابع بخش حمیل شهرستان اسلام‌آباد غرب در استان کرمانشاه ایران است.

## جمعیت
این روستا در دهستان هرسم قرار دارد و براساس سرشماری مرکز آمار ایران در سال ۱۳۸۵، جمعیت آن زیر سه خانوار بوده است.

## کویر رضاآباد
کویر رضاآباد با فاصله ۲۰۰ کیلومتری جنوب غربی شاهرود و در صد متری روستایی به همین نام در منطقه پارک وحش خارتوران استان سمنان قرار دارد که نمونه کامل یک روستای کویری و گردشگری است.